# Consuelo Fould

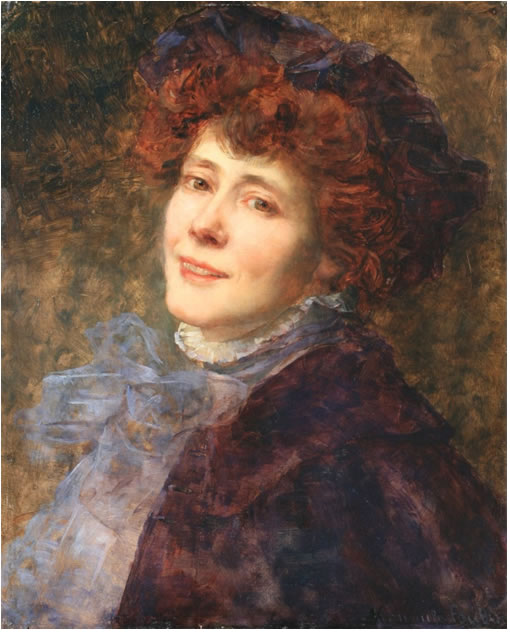
Consuelo Fould: Selbstbildnis, um 1890

Consuelo Fould (geboren am 22. November 1862 in Köln; gestorben am 26. Mai 1927 in Paris) war eine französische Malerin.

## Leben
Consuelo Fould kam als Tochter des Schriftstellers und Politikers Gustave Fould und seiner Frau Valérie in Köln zur Welt. Die Mutter war eine bekannte Schauspielerin, die als Valérie Simonin an Pariser Theatern wie dem Odéon oder der Comédie-Française auftrat. Darüber hinaus arbeitete sie als Bildhauerin unter dem Pseudonym Gustave Haller. Consuelos Großvater war der Finanzminister Achille Fould, ihre Schwester war die Malerin Georges Achille-Fould. Nach dem Tod des Vaters hatte die Mutter eine Beziehung mit dem rumänischen Prinzen George Barbu Știrbei, der Consuelo und ihre Schwester adoptierte. Sie selbst heiratete 1893 den Marquis François de Grasse.
Consuelo Fould studierte Malerei bei Alexandre Cabanel und Léon Comerre, später auch bei Antoine Vollon und Ferdinand Roybet. Ab 1884 zeigte sie ihre Werke im Salon de Paris und stellte 1900 auf der Pariser Weltausstellung aus. Sie war Mitglied der Künstlervereinigung Société des Artistes Français. Ihr Werk umfasst lyrisch-realistische Genreszenen und mondäne Porträts. Zu ihren bekannten Werken gehört das Bildnis der befreundeten Malerin Rosa Bonheur (Leeds Art Gallery). Consuelo Fould starb 1927 in Paris und wurde auf dem Friedhof Père-Lachaise bestattet. Zur Erinnerung an ihren Lehrer Ferdinand Roybet stiftete sie der Stadt Courbevoie das Musée Roybet Fould, in dem auch ihre eigenen Werke zu sehen sind.